# Mac McClung
Matthew „Mac“ McClung (* 6. Januar 1999 in Kingsport, Tennessee) ist ein US-amerikanischer Basketballspieler. Er spielte College-Basketball für die Georgetown Hoyas und die Texas Tech Red Raiders. 
Im NBA-Draft 2021 wurde er von keiner Franchise ausgewählt und spielte danach bei verschiedenen G-League-Teams. In die NBA kam McClung im Februar 2023, nachdem er bei den Philadelphia 76ers einen „Two-way contract“ unterschrieb.

## Erfolge und Auszeichnungen
„Mac“ McClung gewann als erster Spieler dreimal hintereinander den NBA Slam Dunk Contest beim NBA All-Star Weekend 2023, 2024 und 2025. 2025 erhielt er dabei in jeder der vier Runden die Höchstpunktzahl 50.